# Гекончик горбинчастий
Гекончик горбинчастий (Bunopus tuberculatus) — представник роду Південноазійських гекончиків з підродини Справжні гекони.

## Опис
Розмір тулуба сягає до 5,6 см та довжиною хвоста до 8,2 см. Верхня сторона тулуба вкрита дрібною однорідною лускою та 10-13 серіями сильно збільшених ребристих горбків, які утворюють більш—менш добре виражені поперечні ряди. Ніздрі стикається з міжщелепним, першим верхньогубним і трьома носовими щитками. Нижньощелепні щитки не виражені. Горлова луска дрібна.

## Спосіб життя
Полюбляють пустелі та напівпустелі. також зустрічаються у гірських районах у заплавах гірських річок на височині близько 700 м над рівнем моря. Ці гекончики активні вночі. Харчується термітами, павуками, прямокрилими й мурахами.
Виходить на поверхню в середині лютого, а йде на зимівлю в середині жовтня. Парування починається у квітні. Це яйцекладні гекони. 

## Розповсюдження
Горбинчастий гекончик мешкає в Ірані, Іраці, Пакистані, Афганістані, Туркменістані.